# Opština Aranđelovac
Die Opština Aranđelovac (Kyrillisch: Општина Аранђеловац, Deutsch: Gemeinde Aranđelovac) ist eine Opština im Okrug Šumadija in Serbien. Verwaltungsort der Opština ist die gleichnamige Stadt Aranđelovac.

## Geographie

### Städte und Dörfer
Die Opština Aranđelovac umfasst folgende mesne zajednice:
| - Aranđelovac (Verwaltungsort) - Banja - Bosuta - Brezovac - Bukovik - Darosava - Garaši - Gornja Trešnjevica - Jelovik - Kopljare | - Misača - Orašac - Progoreoci - Ranilović - Stojnik - Tulež - Venčane - Vrbica - Vukosavci |

## Einwohner
Laut Volkszählung 2011 gab es 46.225 Einwohner in der Gemeinde Aranđelovac. Die meisten davon waren serbisch-orthodoxe Serben, gefolgt von Roma und weiteren kleinen Minderheiten.